# NGC 1332
NGC 1332 (również PGC 12838) – galaktyka soczewkowata (S0), znajdująca się w gwiazdozbiorze Erydanu. Została odkryta 9 grudnia 1784 roku przez Williama Herschela. Galaktyka ta należy do gromady w Erydanie. W jej centrum znajduje się supermasywna czarna dziura o masie szacowanej na 1,45±0,20 miliardów mas Słońca.
W galaktyce NGC 1332 zaobserwowano supernową SN 1982E.